# Y34RZ3R0R3M1X3D
Y34RZ3R0R3MIX3D (czytane Year Zero Remixed, znane też jako Halo 25) – remix album amerykańskiego zespołu industrialnego Nine Inch Nails zawierający remiksy utworów z piątego albumu studyjnego Year Zero. Wydany został 20 listopada 2007 roku przez Interscope Records i jest to ostatni album Nine Inch Nails wydany w USA przez Interscope Records - wydanie go wypełniło zobowiązania kontraktu Trenta Reznora z tą wytwórnią.

## Spis utworów
1. "Hyperpower! "Gunshots by Computer"" (Saul Williams Remix) – 1:43
2. "The Great Destroyer" (Modwheelmood Remix) – 4:19
3. "My Violent Heart" (Pirate Robot Midget Remix) – 2:34
4. "The Beginning of the End" (Ladytron J-Type Overdrive Remix) – 4:20
5. "survivalism_tardusted" (Saul Williams Remix) – 4:19
6. "Capital G" (Epworth Phones 666 Revolutions Remix) – 7:26
7. "Vessel" (Bill Laswell Remix) - 6:10
8. "The Warning" (Real World Remix feat. Doudou N'Diaye Rose) – 3:43
9. "Meet Your Master" (The Faint Remix) – 3:35
10. "God Given" (Stephen Morris & Gillian Gilbert Remix) – 4:27
11. "Me, I'm Not" (Olof Dreijer Remix) – 14:00
12. "Another Version of the Truth" (Kronos Quartet & Enrique Gonzalez Müller Remix) – 4:25
13. "In This Twilight" (Fennesz Remix) – 4:37
14. "Zero-Sum" (Stephen Morris & Gillian Gilbert Remix) – 5:38